# ラウエルス川

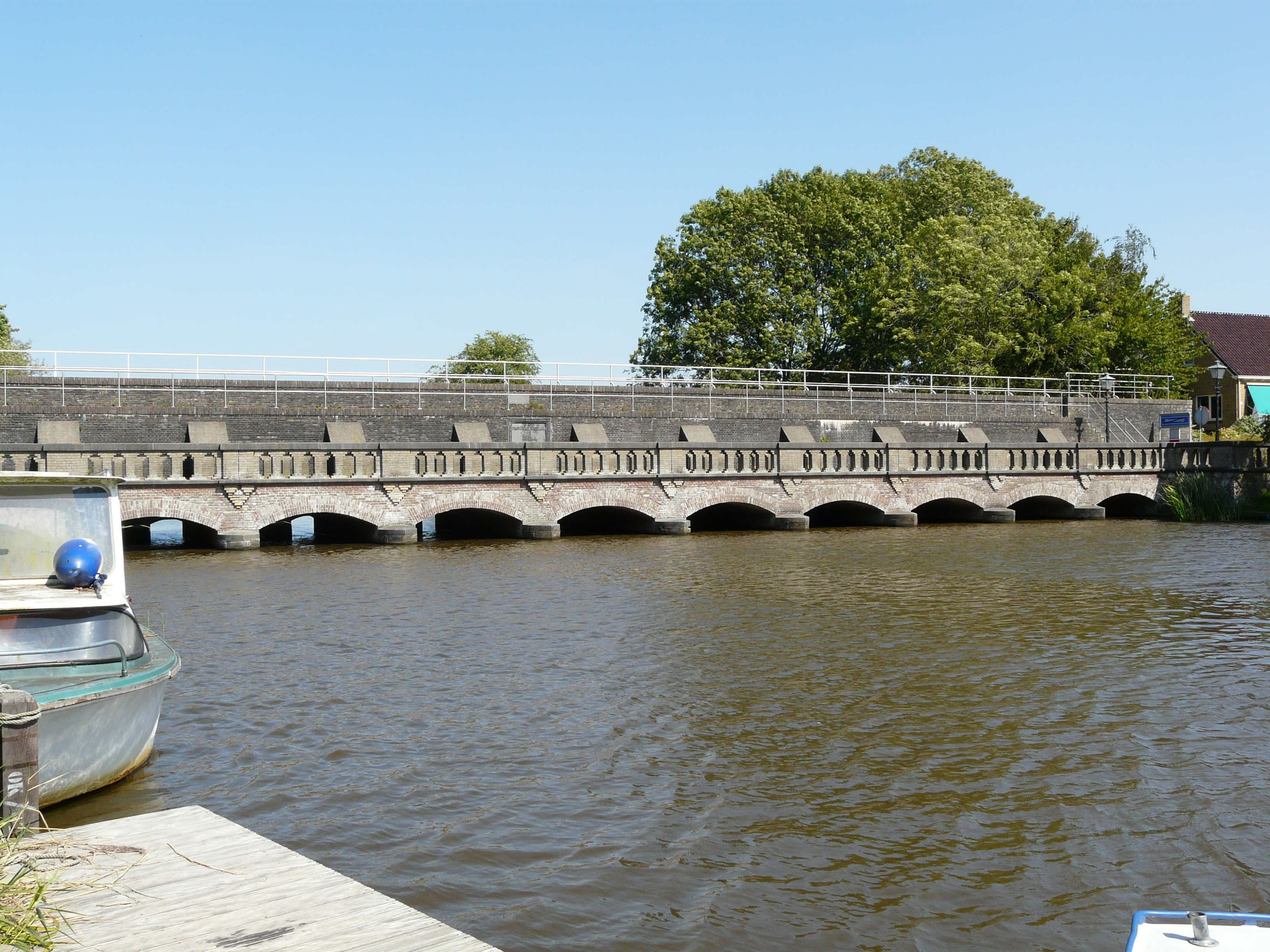
ラウエルス川

ラウエルス川 (オランダ語:Lauwers オランダ語発音: [ˈlʌuʋərs]) は、ワッデン海にそそぐオランダ北部の河川。フリースラント州とフローニンゲン州の州境の一部となっている。730年代以降、785年にカール1世がザクセン人の首領ウィドゥキントを破るまで、この川はフランク王国の東方の国境だった。
かつて存在した入江ラウエルス海（現在のラウエルス湖）は、このラウエルス川から名がつけられた。